# Charlotte Church
Charlotte Church, ursprungligen Charlotte Maria Reed, född 21 februari 1986 i Llandaff i Cardiff, är en brittisk sångerska, (sopran) och programledare i TV. Church slog igenom som 12-åring 1998, då som klassisk sångerska. 2007 hade hon sålt mer än 50 miljoner skivor. Den största delen utgjordes av hennes verk inom klassisk cross-overmusik.
Church föddes i ett katolskt hem i Llandaff (Cardiff) i Wales . Hennes mor, som var frånskild, gifte om sig med Churchs styvfar James Church, vilken adopterade henne 1998. Charlotte Church uppmärksammades första gången 1997 när hon vid elva års ålder sjöng "Pie Jesu" i TV-programmet Talking Telephone Numbers. Därefter medverkade hon i ITV:s Big, Big Talent Show 1998. Detta ledde till att Church fick ge konserter i Cardiff Arms Park, Royal Albert Hall och som förartist till Shirley Bassey då denna uppträdde i Antwerpen. Church erhöll ett stipendium i sång vid Howell's Girls School i Cardiff där hon inledde sin utbildning 1998. Med hjälp av privatlärare behövde hon inte avbryta sin utbildning då hon hade olika engagemang.

## Diskografi i urval
Studioalbum
- 1998 – Voice of an Angel
- 1999 – Charlotte Church
- 2000 – Dream a Dream
- 2001 – Enchantment
- 2005 – Tissues and Issues
- 2010 – Back to Scratch

Samlingsalbum
- 2002 – Prelude: The Best of Charlotte Church
- 2013 – One & Two